# Чорна річка (Крим)
Чорна річка або Чоргуна (крим. Çorğuna), раніше Казикли-Озен (крим. Qazıqlı Özen) — річка в Україні, впадає до Севастопольської бухти Чорного моря.

## Опис
Довжина 41 км. Площа водозбірного басейну 436 км². Похил 4,0 м/км. Долину в верхів'ях утворює річка Узунджа. Тече 16 км у вузькому каньйоні. Заплава шириною 250—300 м, до 600—700 м. Річище звивисте, шириною 15 м, глибиною до 2,5 м. Багатоводна у зимово-весняний період, маловодна у літньо-осінній. У Байдарській долині збудоване Чорноріченське водосховище, яке є головним водосховищем Севастополя.

## Розташування
Бере початок біля с. Родниківське на північно-західних схилах Кримських гір. Тече по території Бахчисарайського району та міста Севастополя. У середній течії протікає по ущелині, яка називається Чорнорічинський каньйон. На правому березі річки розташована Чоргунська вежа.

## Притоки
Суук-су-Дере, Ланікест, Уркуста (річка), Уппа, Ай-Тодор (праві);
Арманла, Байдарка, Суха Річка, Боса, Календа (ліві).

## Галерея

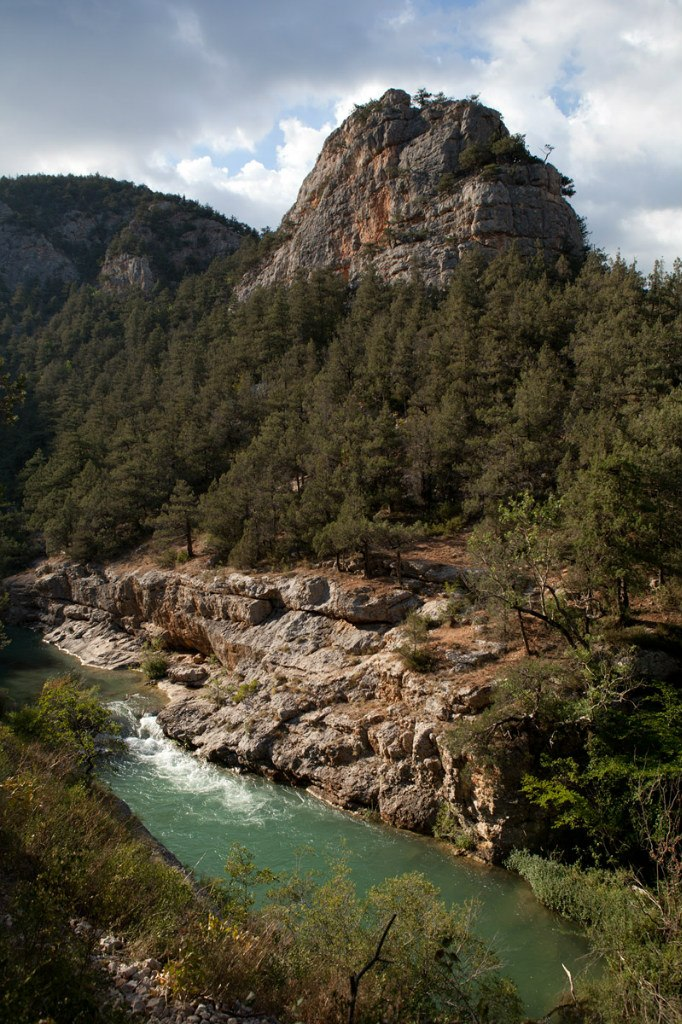
Чорноріченський каньйон
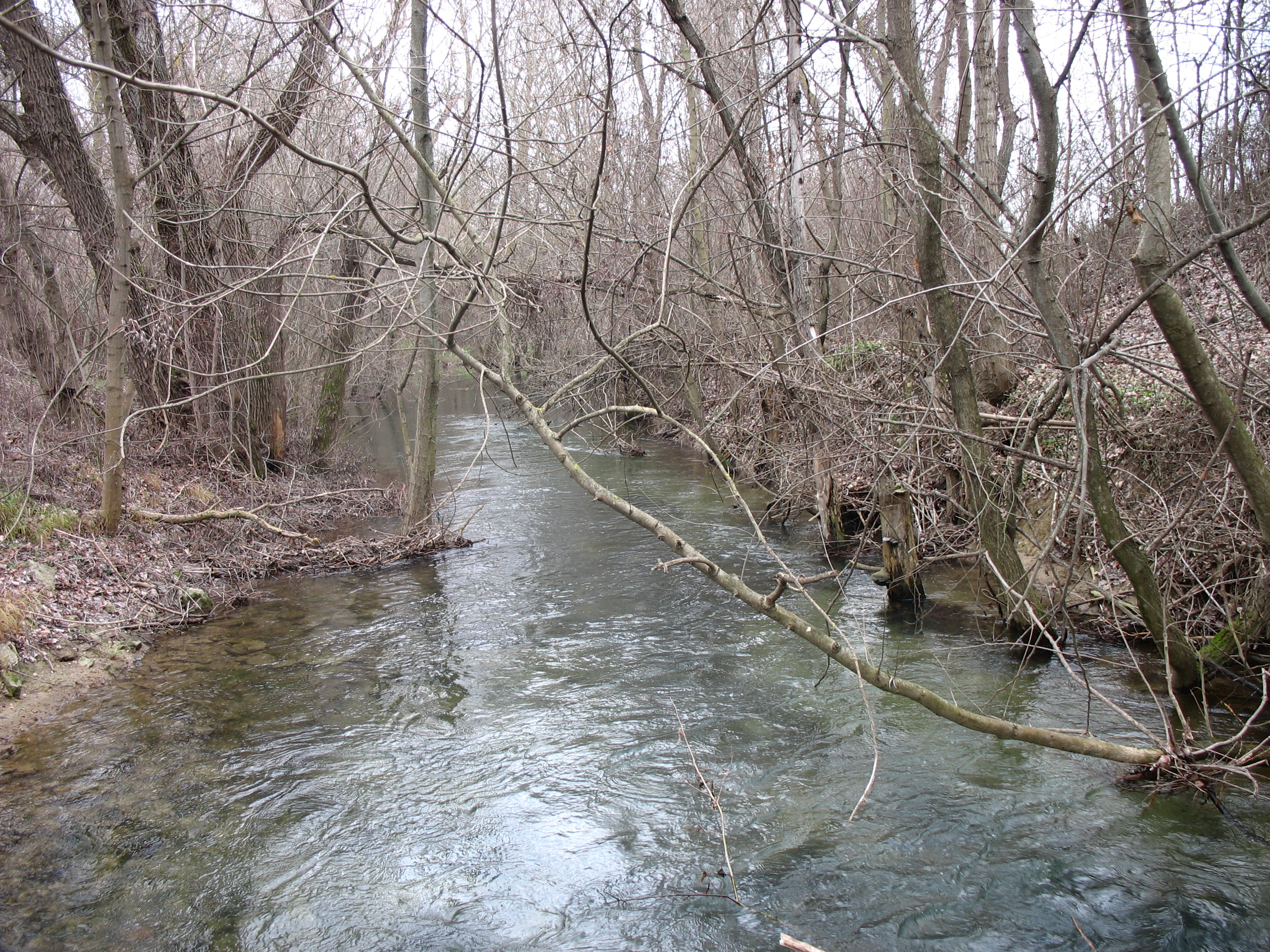
Річка у рівнинній течії
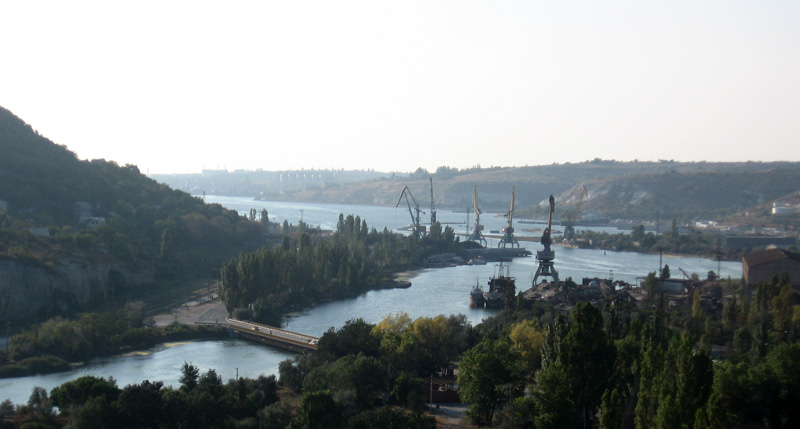
Місце впадання в Севастопольську бухту (м.Інкерман)